# Grapzow
Grapzow est une municipalité allemande située dans le land de Mecklembourg-Poméranie-Occidentale et l'Arrondissement du Plateau des lacs mecklembourgeois.

## Personnalités liées à la ville
- Dietmar Peters (1949-), joueur de hockey sur glace né à Grapzow.